# Культура и искусство в Тель-Авиве

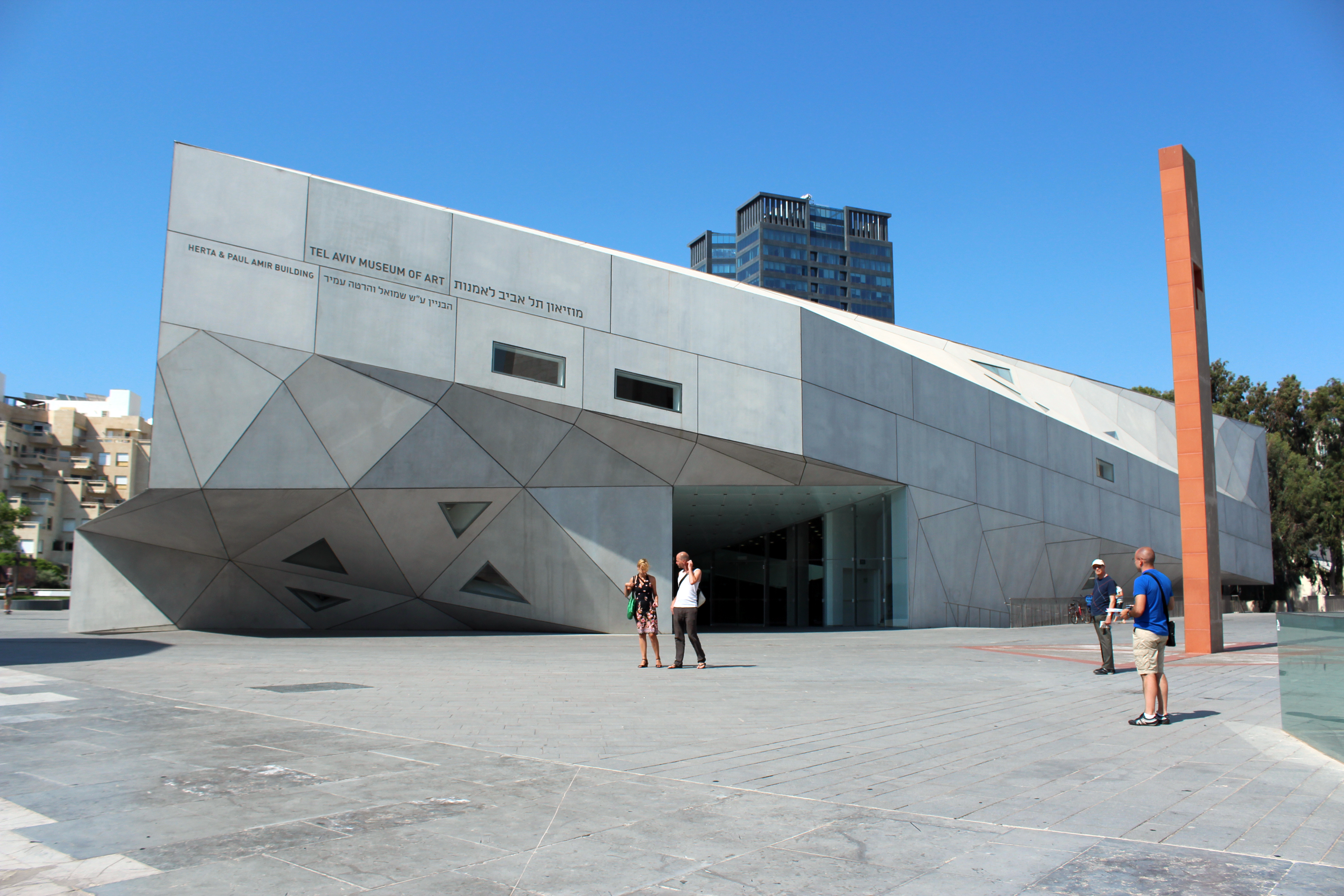
Музей изобразительных искусств

Эта статья описывает культурную жизнь и искусство израильского города Тель-Авива.
Тель-Авив является центром культурной жизни и индустрии развлечений Израиля. В городе находятся важнейшие учреждения науки и культуры. На район Тель-Авива приходится около четверти посещений музеев в Израиле, там идет 57 % спектаклей в стране, а в самом Тель-Авиве — более трети всех спектаклей и выставок.
Самые значительные из городских музеев — Тель-Авивский музей искусств и Музей Эрец-Исраэль. Из театров крупнейшими являются «Хабима», «Камерный театр» и «Гешер».
В городской архитектуре можно выделить два распространённых стиля — интернациональный стиль и брутализм. Здания в интернациональном стиле строились в 1930-е и 1940-е годы, в Тель-Авиве сохранилось около 4000 из них, что считается самой высокой концентрацией подобных строений в мире. С середины 1950-х по середину 1970-х в городе господствовал брутализм, для которого характерны большие площади открытого бетона. Знаковое здание конца XX века, построенное в городе — башни Азриэли. Центральная часть города построена, следуя плану шотландского градостроителя Патрика Геддеса; Тель-Авив является городом, наиболее полно воплотившим в жизнь его планы.

## Музеи

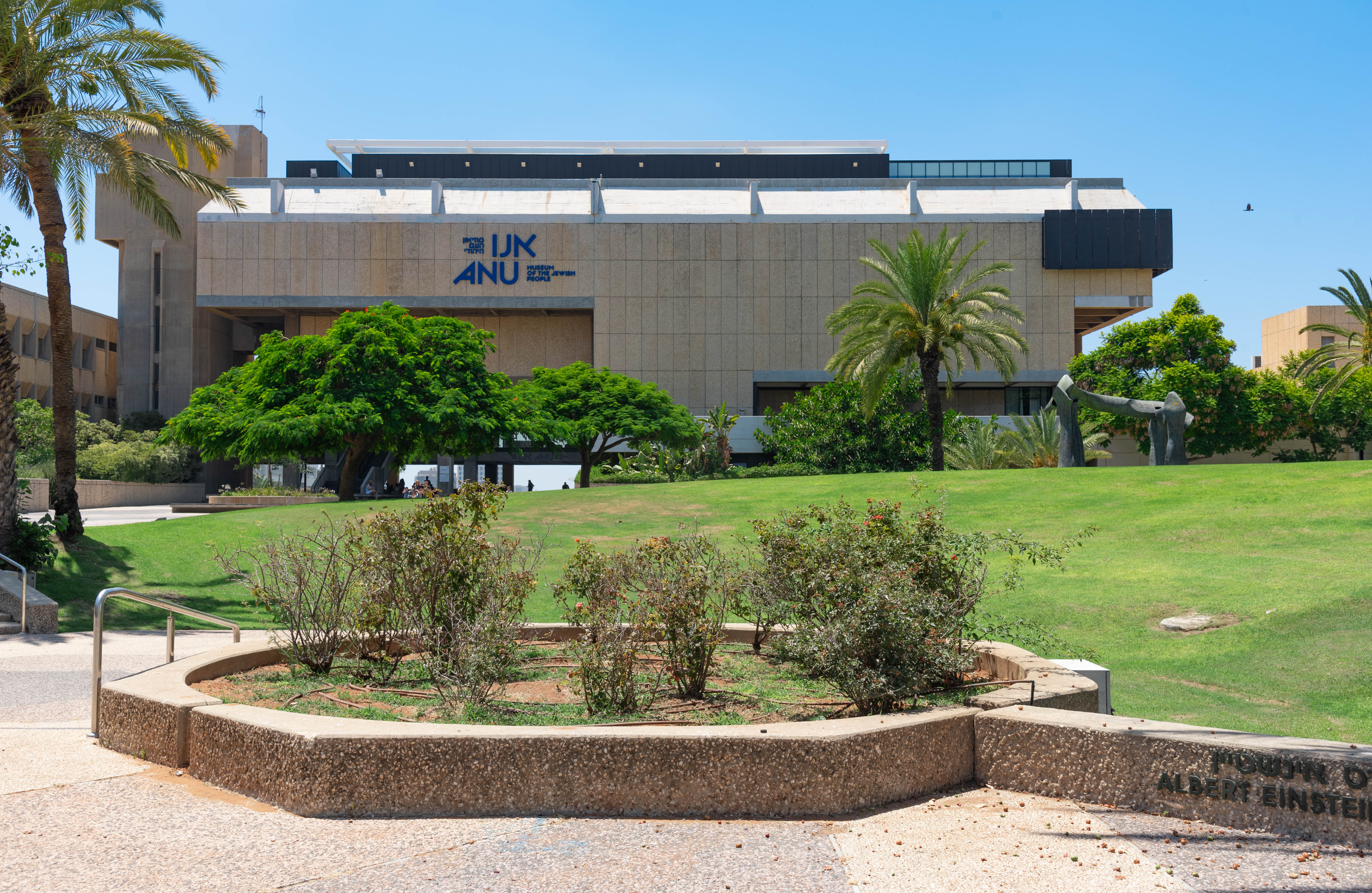
Музей Диаспоры

В Тель-Авиве есть многочисленные музеи и галереи. Первые художественные выставки в городе проводились в здании гимназии «Герцлия» в 1924 году. Тель-Авивский музей искусств, основанный в 1926 году, стал одним из первых в стране. Также одним из самых значительных музеев Израиля является Музей Эрец-Исраэль, состоящий из множества павильонов, расположенных в разных частях города. Там представлены художественные произведения, археология, история, наука и прочее. В том числе, там представлены находки доизраильской эпохи с территории города, один из павильонов находится у филистимских руин на Тель-Касиле. Из музеев, описывающих новейшую историю страны, выделяются три музея, посвящённые еврейским подпольным организациям подмандатной Палестины — Хагане, Иргуну и Лехи. Несколько небольших музеев посвящено политическим и культурным деятелям, таким как Бен-Гурион, Жаботинский и Бялик. В Музее еврейского народа, расположенном в Тель-Авивском университете, представлены макеты и фотоматериалы из истории и культуры евреев других стран.

## Театр

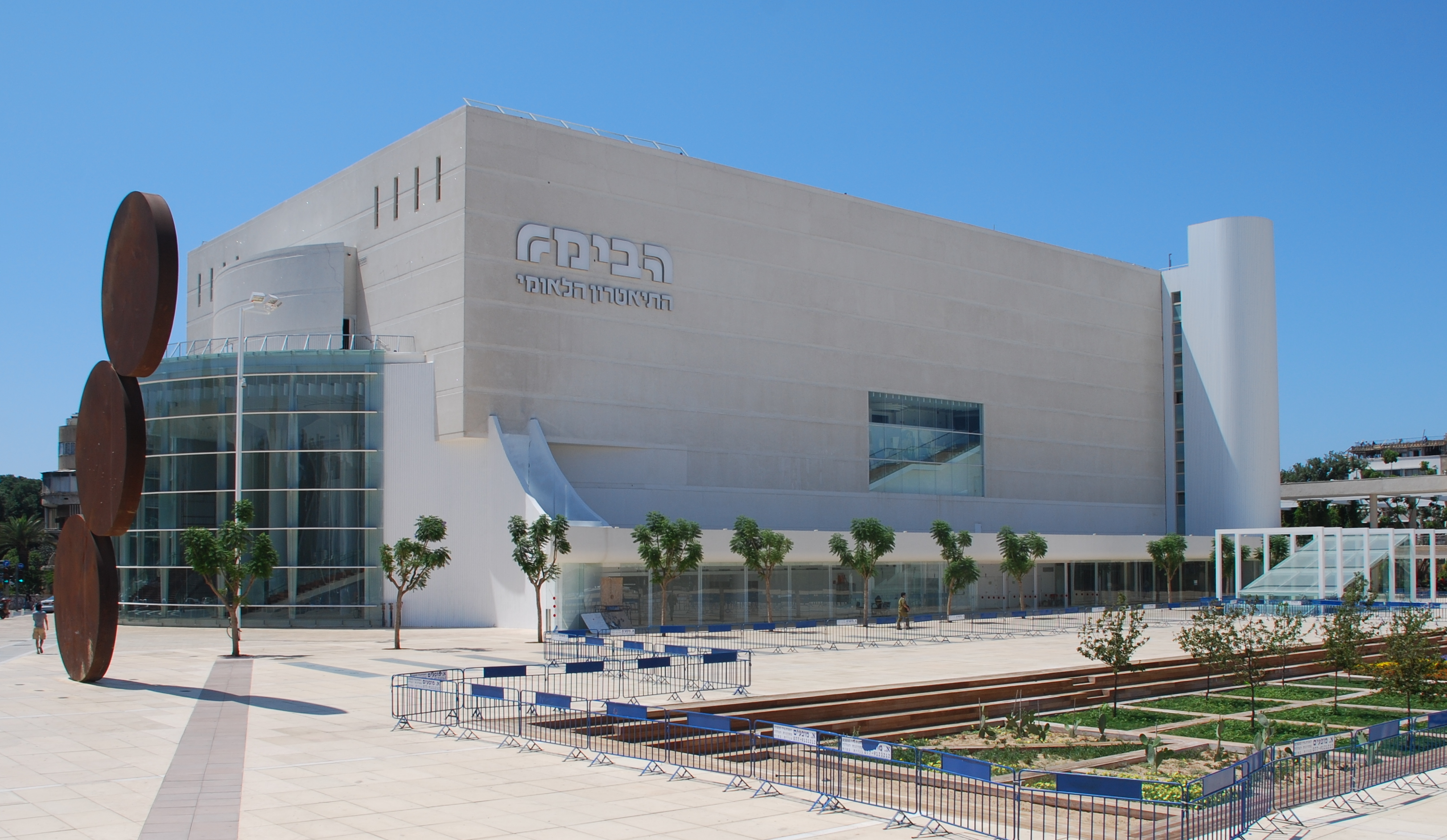
Театр «Хабима»

Ромео и Джульетта в «Камери», 1957

В Тель-Авиве базируется большинство театров Израиля, включая «Хабиму», «Камерный театр» и «Гешер», важнейшие музыкальные учреждения — Израильский филармонический оркестр и Израильскую оперу, и большенство танцевальных ансамблей страны. В 1905 в Яффе была основана первая любительская труппа, играющая на иврите, она называлась «Ховевей ха-оманут ха-драматит» («Любители драматического искусства»), а позже была переименована в «Ховевей ха-бама ха-иврит» («Любители ивритской сцены»). В 1920 году профессиональные актёры, приехавшие из России, создали труппу, выступавшую, в том числе, в кинотеатре «Эден», а актёр Д. Давидов — первый профессиональный театр в стране — «Ха-театрон ха-иври бе-Эрец-Исраэль» («Ивритский театр в Эрец-Исраэль»). В 1925 году в городе был основан связанный с Гистадрутом пролетарский театр «Охел», а в 1931 там обосновался театр «Хабима». В 1944 году в Тель-Авиве был основан третий крупный театр — «Камери» («Камерный театр»), где использовался язык, более понятный молодому поколению. В 1927 году в городе был создан сатирический театр «Кумкум», а через год — его преемник, «Матате», просуществовавший более 20 лет и завоевавший популярность. В 1948 году в городе появился первый в стране авангардистский театр — «Зира», просуществовавший около 10 лет. В 1970 году в городе появился театр для детей и юношества, образованный на базе детского филиала при «Камери». В конце 1950-х в помещении турецкой бани в Старой Яффе был открыт театр «Хамам», имевший сатирическую направленность, он закрылся в 1965 году. В 1981 году в Яффе начал работать театр «Симта» («Закоулок») под руководством Н. Нитая; с 1984 года в рамках фестиваля «Яффские ночи» там проводится Неделя израильской пьесы. В 1981-88 годах в районе Неве-Цедек действовал небольшой театр левого уклона, затрагивавший многие «запретные» в израильском обществе темы. В 1978 году Гистадрут, чтобы «обновить связь с рабочим движением», создал культурно-просветительский центр «Бейт-Лесин», не имеющий постоянной труппы. В 1987 году при содействии муниципалитета Ш. Ацмон основал театр на идиш «Идишпиль», ставящий как классику еврейской драматургии, так и пьесы современных авторов в переводе на идиш. Театр гастролировал, в том числе, в Германии, Англии, России и Украине. Начало 1990-х годов было ознаменовано открытием театра «Гешер» («Мост») под руководством переехавшего из Москвы Евгения Арье, он даёт спектакли на русском и иврите и добился признания у широкой израильской публики. Действует авантгардный театр «Цавта».

## Архитектура

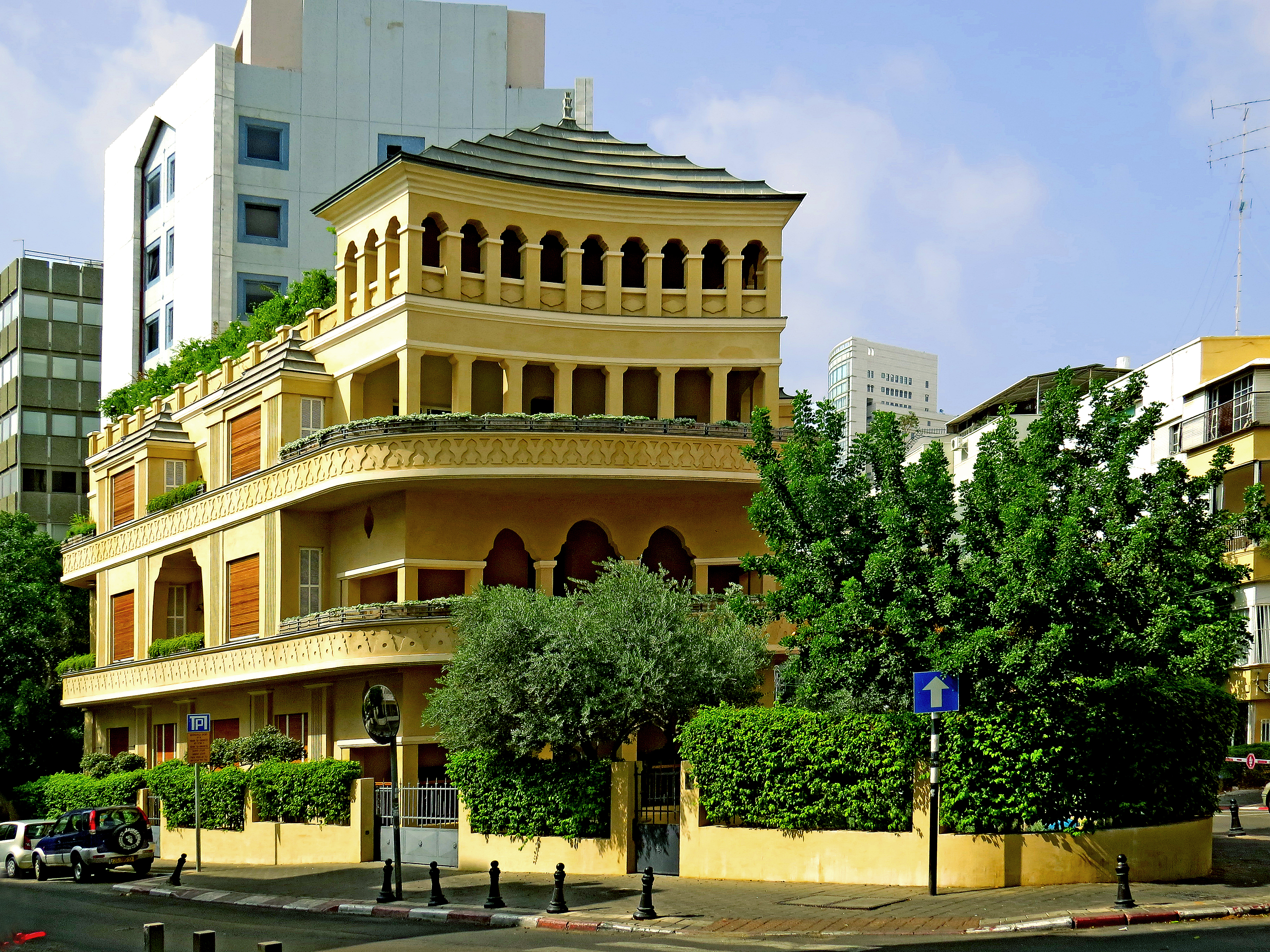
Эклектика. «Дом-Пагода» Александра Леви

В архитектуре Тель-Авива можно выделить несколько периодов. Старейшие здания города расположены в Яффе и относятся к османской эпохе (в основной массе к XIX веку, хотя сохранились и некоторые строения XVII века). Традиционная архитектура города в основном представляет собой смесь османских и арабских элементов, а также архитектуры крестоносцев. В 1920-е годы большинство домов молодого Тель-Авива строили в эклектическом стиле, популярном в Европе в XIX веке, и в данном случае сочетавшего мотивы восточной и западной архитектуры. Зачастую ни строители, ни планировщики не имели достаточного образования, поэтому первые дома демонстрируют случайное смешение стилей и элементов. Один из самых заметных примеров смешения стилей является «Дом-Пагода» архитектора Александра Леви, где многие элементы играют лишь декоративную роль. Некоторые дома с восточными мотивами напоминают популярный в начале XX века югендштиль. В эти годы при помпезности стиля использование некачественных и дешёвых материалов и способов строительства придавало фасадам театрально-ненастоящий вид.

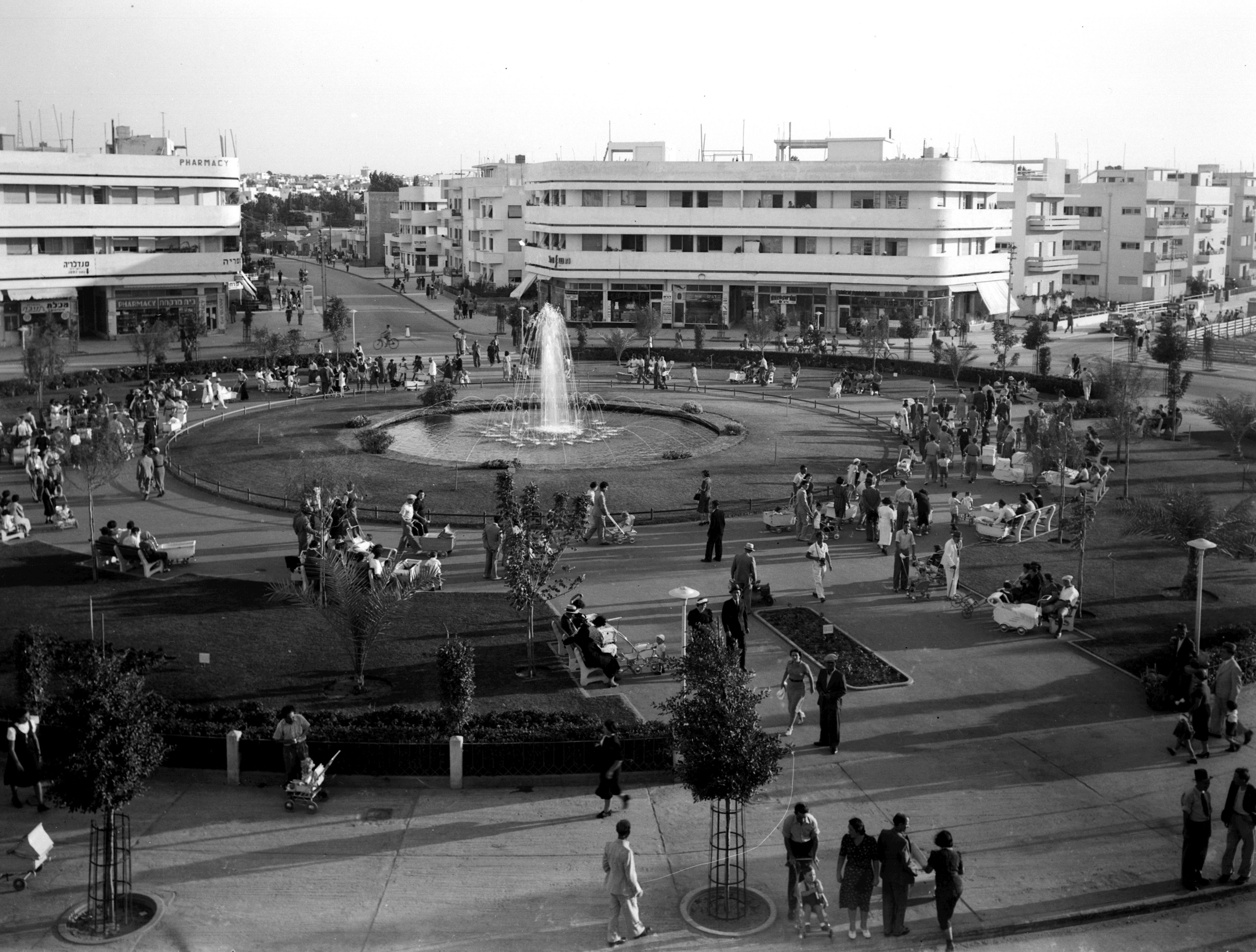
Интернациональный стиль. Площадь Дизенгоф (1934-38, Женя Авербух)

В 1930-е в Тель-Авиве начал распространяться модернистский интернациональный стиль, лишённый украшений и излишеств, где господствовали функциональность и прямые линии. Здания в этом стиле построены из бетона и бетонного кирпича, имеют плоские крыши и светлые оштукатуренные фасады. Он был привезён архитекторами, получившими образование в Европе и иммигрировавшими или вернувшимися в Палестину, и адаптирован ими к местным условиям — например, постулированные Ле Корбюзье ленточные окна плохо подходили для жаркого климата и были заменены удлиненными полосами балконов и открытых лоджий. В городе сохранилось около 4000 зданий в интернациональном стиле, что считается самой высокой концентрацией подобных строений в мире. В 2003 году их ценность была признана ЮНЕСКО, присвоившему «Белому городу» статус Всемирного наследия. В 1926 году шотландский градостроитель Патрик Геддес подготовил генеральный план города, воплощавший идеал «города-сада». Тель-Авив является городом, наиболее полно воплотившим в жизнь планы Геддеса.

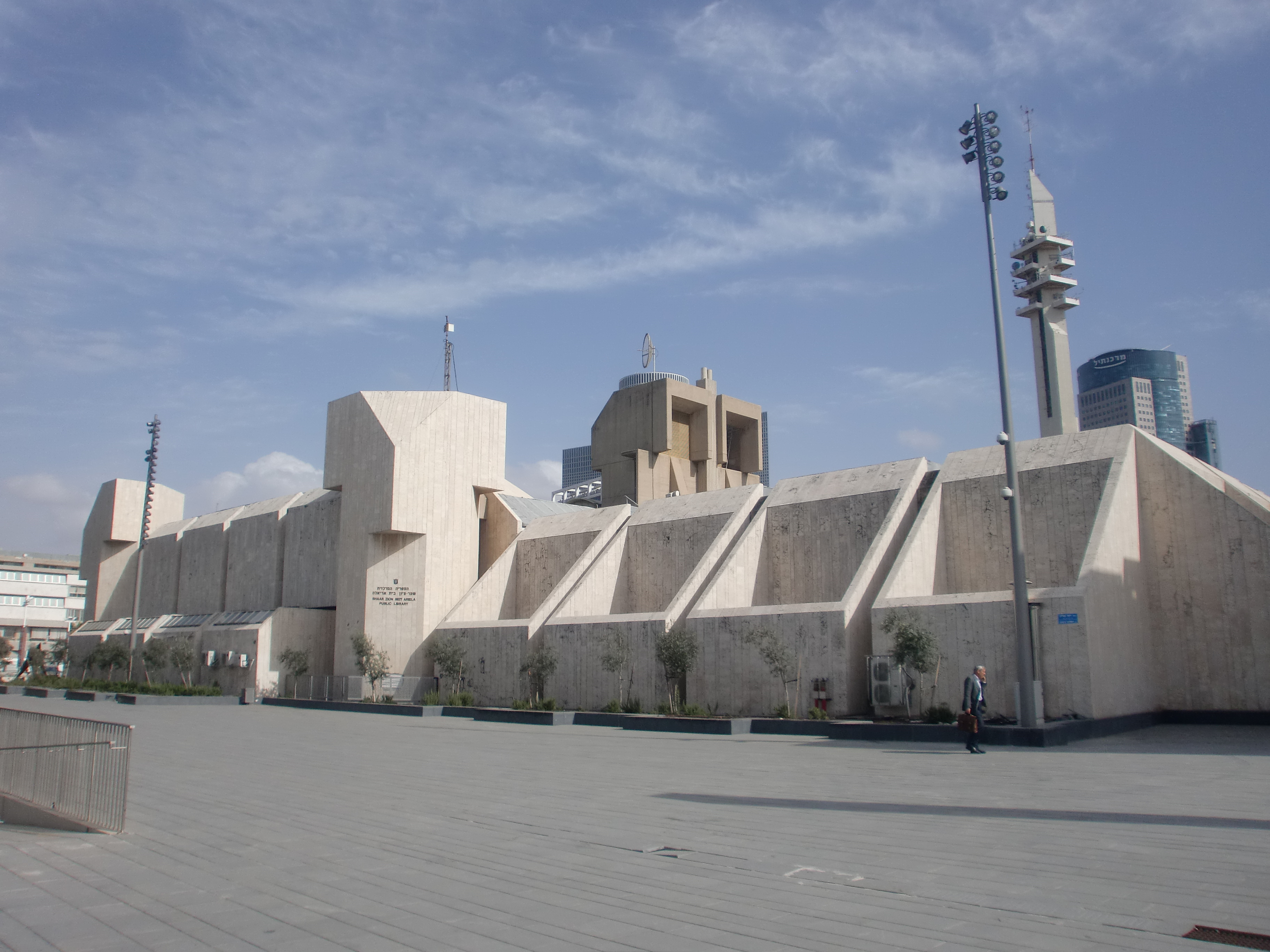
Брутализм. Библиотека «Бейт-Ариэла», 1977, Гиора Гамерман и Моше Лупенфельд

Господство интернационального стиля закончилось в конце 1940-х годов, хотя некоторые более поздние здания продолжают его традицию. В 1950-е, а особенно в 1960-е годы на смену международному стилю в Израиле пришёл брутализм, для которого характерны большие площади открытого бетона, выражающие мощь и агрессивность.
В 1960-е годы город постепенно стал расти ввысь. В большинстве высотных зданий на первых этажах располагались супермаркеты, а над ними жилые этажи. В 1966 году на месте снесённой гимназии «Герцлия» был построен офисный небоскрёб «Шалом Меир», имевший 34 этажа и высоту 142 метра. Он оставался самым высоким зданием страны до 1987 года.
С конца 1970-х в городе стал распространяться постмодернизм.
В 1970-е и 1980-е постепенно по всему городу стали строить небоскрёбы. Многие небоскрёбы сосредоточены вдоль скоростного шоссе «Аялон». В 1990-е у там появились нео-модернистские башни Азриэли абстрактно-геометрических форм (круглая, треугольная и квадратная), которые стали символом Тель Авива и монументальным ориентиром для прибывающих в город на машине или поезде. Несмотря на высотное строительство, на начало XXI века большинство зданий в городе имеют лишь 3-4 этажа.

## Прочее

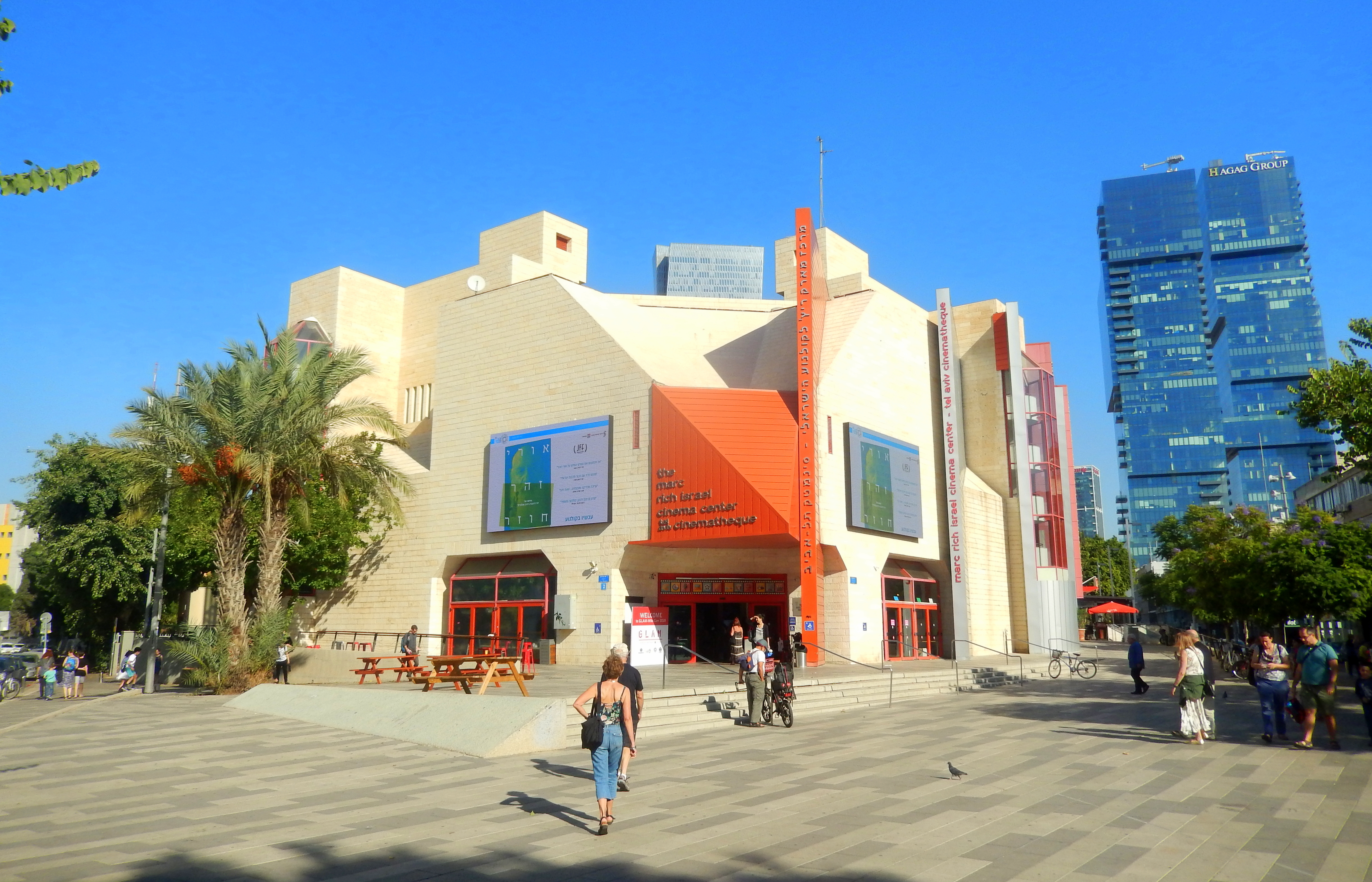
Синематека (Тель-Авив)

Тель-Авив располагает сетью из 24 городских публичных библиотек. Центральная библиотека Тель-Авива, Бейт Ариэла, основанная в 1886 году, является старейшей библиотекой Израиля, её книжные фонды насчитывают около 300 тыс. экземпляров. В городе расположена также Центральная музыкальная библиотека, располагающая крупным собранием книг, связанных с еврейской музыкой.
Большинство редакций крупнейших газет на иврите находятся в Тель-Авиве («Гаарец», «Маарив», «Едиот Ахронот» и «The Marker», бесплатная ежедневная газета «Исраэль Хайом»). В 1975 году в Тель-Авиве начал выходить русскоязычный литературный журнал «Время и мы», с 1991 года выходит также юмористический журнал «Балаган» и детское приложение к нему — «Балагаша».
В Тель-Авиве действует Синематека, где показывают шедевры мирового кино; также в городе проходят ежегодные кинофестивали.
В Тель-Авиве базируются важнейшие музыкальные учреждения — Израильский филармонический оркестр и Израильская опера, — и большинство танцевальных ансамблей страны. Из музыкальных коллективов есть также Филармонический хор Тель-Авива, основанный в 1942 году, и Камерный хор, основанный в 1978, и детский хор имени Цадикова при совете профсоюзов. В городе действует Израильский балет. Крупными концертными залами города являются Аудитория им. Чарльза Бронфмана, где выступает филармонический оркестр, Центр сценических искусств, где расположены Израильская опера и Камерный театр, музыкальный центр им. Фелиции Блюменталь, центр танца Сюзан Даллаль. Крупные концерты также проводятся в парке Ха-Яркон, баскетбольном дворце Менора-Мивтахим и на стадионе Блумфилд.
Тель-Авив славится своей ночной жизнью. Там работает множество ночных и танцевальных клубов, а также музыкальные клубы. Известны музыкальные клубы «Барби», «Заппа», «Баскула», «Левонтин 7» и «Бар-Гиора», а также джаз-клуб «Шаблуль». Очень популярна транс-музыка. Город также является региональным центром культуры для сексуальных меньшинств, а ежегодный гей-парад является крупнейшим в Азии (на 2018 год).

### На иврите
- אריה יצחקי, עמיחי מזר, שלמה מוסמן. מדריך ישראל (השרון דרום מישור החוף וצפון הנגב) (иврит) / דוד אלון (עורך). — ירושלים: כתר, משהב"ט- הוצ"ל, 1979. — С. 200—231.
- תל אביב ואתריה (иврит) / גדעון ביגר ואלי שילר. — ירושלים: אריאל, 1987.
- ‏מדריך ישראל החדש: אנציקלופדיה, מסלולי טיול‏‎ (иврит) / יואב רגב. — 2001. — Т. 9: מישור החוף הדרומי, פלשת. — С. 195—224. — ISBN 965-07-0874.
- משה צימרמן. תל אביב מעולם לא הייתה קטנה (иврит). — חולון: משרד הבטחון - ההוצאה לאור, 2001. — ISBN 965-05-1113-x.
- יעקב שביט וגדעון ביגר[ивр.]. ההיסטוריה של תל־ אביב (иврит). — תל־ אביב: הוצאת רמות, אוניברסיטת תל־ אביב, 2001. — Vol. משכונות לעיר (1909-1936).
- יעקב שביט וגדעון ביגר. ההיסטוריה של תל־ אביב (иврит). — תל־ אביב: הוצאת רמות, אוניברסיטת תל־ אביב, 2013. — Vol. עיר מתחדשת (1952-1973). — ISBN 978-965-472-274-436-4.

### На английском
- LeVine Mark[англ.]. Overthrowing geography: Jaffa, Tel Aviv, and the struggle for Palestine, 1880-1948 (англ.). — University of California Press, 2005. — ISBN 0-520-23994-6.
- Tel-Aviv, the First Century: Visions, Designs, Actualities (англ.) / Azaryahu M, Troen SI, editors. — Bloomington: Indiana University Press, 2012. — ISBN 978-0-253-35694-9.
- Rotbard S[англ.]. White city, black city: Architecture and war in Tel Aviv and Jaffa (англ.). — London: Pluto Press, 2015.
- Samantha Wilson. Israel (англ.). — 3. — Bradt Travel Guides, 2018. — P. 121—124. — ISBN 978-1-78477-087-7.